# 장미수

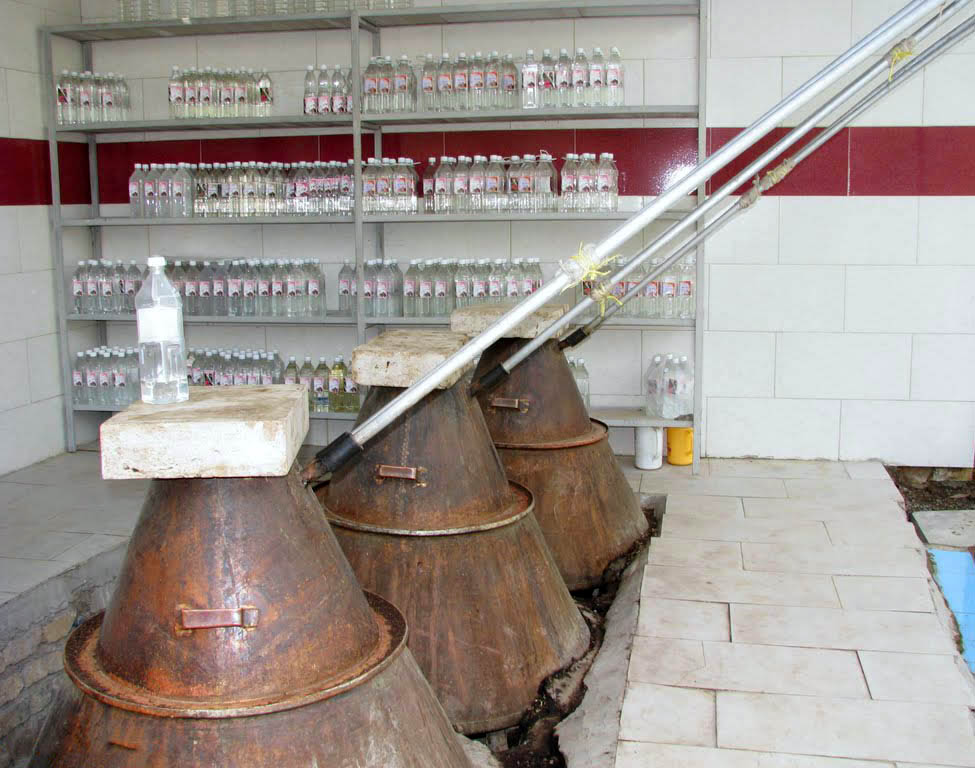
이란의 장미수 제조소

장미수, 장미꽃물, 로즈워터(rosewater) 또는 골라브(페르시아어: گلاب golāb)은 페르시아 요리에서 유래된, 장미 꽃잎을 증류해서 만든 히드로졸 액체이다.
이 액체는 현재는 향수로 사용하기 위한 장미 기름 제조 공정에서 부산물로 만들어진다. 유럽 및 아시아 지역에서 종교적 목적으로 사용되며, 기타 여러 종류의 화장품이나 의약품, 음식물, 향기 추가 용도로도 사용된다.
이란, 인도 등의 인도아대륙의 여러 나라에서는 굴라브(페르시아어의 '굴'(گل, 장미) + '아브'(آب, 물))으로 불린다.

## 같이 보기
- 오렌지꽃물